# Zuckerrübe H7-1
Die transgene Zuckerrübe H7-1 (KM-ØØØH71-4) ist eine Entwicklung des deutschen Züchtungsunternehmens KWS Saat SE in Zusammenarbeit mit dem Unternehmen Monsanto. Es handelt sich um eine Zuckerrübe, die resistent gegenüber dem Totalherbizid Glyphosat (bekannt unter dem Markennamen Roundup) ist und entwickelt wurde, um den Einsatz von Glyphosat zur Wildkrautkontrolle beim Anbau der Zuckerrübe zu ermöglichen.
Die Wirkung des Glyphosat basiert auf der Blockade des Enzyms 5-Enolpyruvylshikimat-3-phosphat-Synthase (EPSPS) in den Pflanzen, wodurch es zu einer Stoffwechselunterbrechung und damit zum Absterben der Pflanzen kommt. Die transgene Form bildet ein analoges Enzym des Bodenbakteriums Agrobacterium tumefaciens mit der gleichen Funktion, das von dem Herbizid nicht blockiert wird. Hierdurch wird die Zuckerrübe H7-1 resistent gegenüber dem Pflanzenschutzmittel.

## Merkmale und gentechnische Veränderung
Die Zuckerrübe H7-1 unterscheidet sich von konventionellen Zuckerrüben dadurch, dass sie ein Enzym eines Bakteriums produziert, das sich von dem analogen Enzym der Pflanze unterscheidet und gegenüber dem Einsatz des Pflanzenschutzmittels Glyphosat resistent ist. Ausgangspunkt der genetischen Veränderung ist die Zuckerrüben-Linie 3S0057, die über Grüne Gentechnik mit dem genetischen Material von mehreren anderen Arten ergänzt wurde.

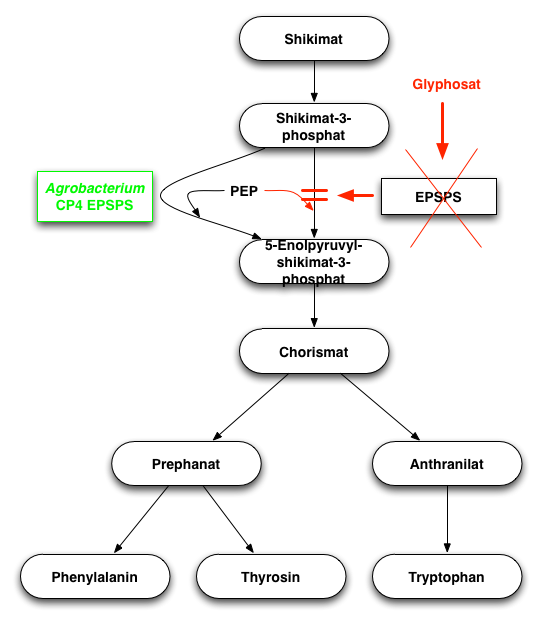
Wirkungsweise von Glyphosat und Glyphosat-Resistenz durch die Einschleusung des resistenten Bakteriengens Agrobacterium CP4 EPSPS

Die gentechnisch veränderte Zuckerrübe H7-1 beinhaltet, ähnlich wie transgene Sojabohnen und andere Agrarpflanzen, ein Gen aus dem Bodenbakterium Agrobacterium tumefaciens, Stamm CP4, mit dem sie resistent gegen den Wirkstoff Glyphosat wird. Glyphosat ist ein Breitbandherbizid, das in allen Pflanzenteilen die Funktion der 5-Enolpyruvylshikimat-3-phosphat-Synthase (EPSPS) blockiert und damit den Shikimisäureweg zur Produktion bestimmter Aminosäuren blockiert und damit die Biosynthese der proteinogenen aromatischen Aminosäuren Phenylalanin, Tyrosin und Tryptophan hemmt. Durch das eingeschleuste Gen wird eine bakterielle EPSPS (CP4 EPSPS) produziert, die gegenüber Glyphosat unempfindlich ist.
Das Gen von Agrobacterium wurde über ein Plasmid namens PV-BVGT08 als Vektor in das Pflanzenmaterial eingebracht. Das Gen für CP4 EPSPS wird dabei gemeinsam mit einem Promotor des 35-S-Transkripts eines modifizierten Braunwurz-Mosaikvirus (englisch figwort mosaic virus, P-FMV) und einer E9-3'-Terminatorsequenz des Gens für die kleine Untereinheit der Ribulose-1,5-bisphosphat-carboxylase (rbcS) der Erbse (Pisum sativum) zur genetischen Kontrolle sowie der Sequenz für ein Peptid des EPSPS-Gens von Arabidopsis thaliana, das die C4 EPSPS nach der Translation in die Chloroplasten transportiert (englisch chloroplast transit peptide, ctp2), in die Pflanzenzellen eingebracht.
Die angrenzenden Sequenzen des Plasmids, die nicht in die Zuckerrübe übertragen werden, stammen ebenfalls aus Agrobacterium tumefaciens. Es ist in der Lage, sich sowohl in Agrobacterium tumefaciens wie auch in Escherichia coli zu vermehren, und besitzt ein aad-Gen für eine Resistenz gegen Spectinomicyn und Streptomycin sowie ein rop-Gen, um die Anzahl der Plasmidkopien im Bakterien zu steuern und zu kontrollieren.

## Hintergrund
In der konventionellen Landwirtschaft ist beim Anbau von Zuckerrüben ein intensiver Einsatz von Herbiziden üblich, um das Wachstum von Wildkräutern auf dem Acker zu unterbinden. Hierbei werden in der Regel vier bis sieben verschiedene Wirkstoffe eingesetzt.

## Anbau
In den USA wurde die herbizidresistente Zuckerrübe H7-1 bereits 2009, im zweiten Jahr nach der Markteinführung, auf ca. 475.000 Hektar angebaut. Die Fläche ging 2010 auf etwa 450.000 ha zurück, lag jedoch 2011 erneut bei 475.000 ha. Dies entspricht etwa 95 Prozent der gesamten Zuckerrüben-Fläche in den USA. Zudem erfolgt ein Anbau in Kanada auf etwa 15.000 Hektar. Bezogen auf den weltweiten Anbau der Zuckerrübe, der 2010 etwa 4,66 Millionen ha betrug, liegt die Anbaufläche durch den Anbau in den USA und Kanada bei etwa 10 Prozent.
Die Gesamtfläche für den Zuckerrübenanbau ist in den USA mit etwa 500.000 ha etwas größer als die in Deutschland (2011: 396.000 ha). In der Europäischen Union ist der landwirtschaftliche Anbau der transgenen Zuckerrübe nicht erlaubt.